# Lonelygirl15
lonelygirl15 es una serie web que se publicó desde el 16 de junio de 2006 hasta el 1 de agosto de 2008. Inicialmente aparentaba ser un videoblog real de YouTube. El programa generó mucha atención mediática hasta que un artículo del New York Times en septiembre de 2006 desveló que se trataba de una ficción creada por Ramesh Flinders, un guionista y director del condado de Marin, en California, y por Miles Beckett, un cirujano que se había pasado al mundo del cine. Tras el comunicado, la trama se continuó a través de diversos "spinoffs".

## Historia
Tan solo 16 meses después de que la plataforma de video YouTube se abriese al público, lonelygirl15 empieza a emitirse, enfocándose en la vida de una adolescente llamada Bree, interpretada por la actriz de 19 años Jessica Rose, cuyo nombre de usuario de YouTube es el mismo "lonelygirl15". Después de que en septiembre de 2006 se revelase que en realidad era una serie de ficción, paulatinamente pasó de ser un videoblog con un único personaje a una serie con múltiples actores que incluían videoblogs de personajes secundarios y secuencias de acción, con un complejo universo de historias que involucra a "chicas cero positivas" que son buscadas por una organización maligna llamada "La Orden". 
Los creadores de lonelygirl15 fueron Mesh Flinders, un guionista y cineasta del Condado de Marin, California, Miles Beckett, antiguo cirujano que se convirtió en cineasta, y Greg Goodfried, un exabogado.
Junto con Amanda Goodfried, una abogada que trabajó con Creative Arts Agency (CAA), los creadores de lonelygirl15 crearon LG15 Studios para producir contenido interactivo original en línea. LG15 Studios se convirtió en EQAL en abril de 2008, con una facturación de millones de dólares en capital de riesgo para expandir sus ofertas.
El final de lonelygirl15 tuvo lugar el 1 de agosto de 2008.
El 16 de junio de 2016, en el décimo aniversario del primer video de la cuenta, apareció un nuevo video en la cuenta con Jessica Lee Rose regresó con un mensaje de que la serie se estaba reiniciando.

## Reparto
El reparto de la serie estuvo compuesto por:
- Jessica Lee Rose como Bree Avery (lonelygirl15), una adolescente carismática cuyo grupo sanguíneo la convierte en el blanco de un culto peligroso llamado la Orden. A través de su canal de YouTube contaba su vida y es ahí donde ganó una gran cantidad de seguidores.[6]
- Yousef Abu-Taleb como Daniel Barlow (alias Danielbeast),[7] el mejor amigo de Bree, que solo quiere protegerla, pero suele estar distraído con citas románticas con otras chicas. A menudo saca conclusiones precipitadas y suele luchar contra su adicción al alcohol.
- Jackson Davis como Jonas Wharton (jonastko), un niño que conoce a Bree en línea y descubre que su familia tiene más vínculos con la Orden de lo que cree. Confía mucho en los demás, lo que a menudo lleva al TAAG (Teen Angst Adventure Group) a situaciones desafortunadas.
- Alexandra Dreyfus como Sarah Genatiempo (theskyisempty99), una joven incomprendida de 19 años que se enamora de Daniel y viaja con TAAG. Su personaje esconde un secreto oscuro y peligroso.
- Becki Kregoski como Taylor Genatiempo (alias soccerstar4ever), es el hermano menor de Sarah y un experto hacker.
- Maxwell Glick como Spencer Gilman (LAlabrat), un empleado de Neutrogena con conexiones con la división de ciencias de la Orden. Elegido como un buen modelo a seguir por Bree, se propone ayudar a diseñar un Suero Trait Negative.
- Katherine Pawlak como Emma Wharton, es la hermana menor de Jonas. Trata de luchar contra la Orden.
- Melanie Merkosky como Jennie, una exempleada del Proyecto Lullaby que se hace amiga de Sarah. Comienza una relación amorosa con Jonas y le muestra al TAAG cómo funciona la estructura de la Orden.
- Crystal Young como Gina Hart, la hermana mayor de Bree que le quitaron al nacer y es usada como rata de laboratorio la mayor parte de su vida.
- Raegan Payne como Sonja, miembro del Hymn of One que intentó reclutar a Bree y finalmente abandonó el grupo después de que fue maltratada.

## Descubriendo la ficción

### Primeros indicios
Algunos seguidores del videoblog de lonelygirl15 empezaron a preguntarse si Bree era una persona real, o si sus vídeos eran parte de una campaña de mercadotecnia viral para algún programa, película o serie de televisión (como fue el famoso caso de Amo a Laura, o el de El proyecto de la bruja de Blair).
Los fanes descubrieron prequels inconsistencias en los vídeos que podrían demostrar que la historia no era auténtica.
- La página web lonelygirl15.com, supuestamente creada por sus seguidores, fue registrada en mayo de 2006, es decir, una semana o dos antes de que Bree subiera su primer vídeo en YouTube.
- Bree ha discutido varias veces con Daniel, el chico del videoblog que supuestamente se encarga de editar el vídeo una vez grabado. Los vídeos que hablan de las discusiones, por lo tanto, tendrían que haber sido editados por él. Además, él no parece oponerse a que se publiquen.
- Solo se mencionan usuarios específicos de YouTube en el primer vídeo. Posteriormente, las alusiones a respuestas o comentarios de los videos que cuelgan son genéricos y vagos, y utilizan fórmulas como "Algunos de ustedes me preguntaban por...". La única excepción se da en "Bree the Cookie Monster" (En castellano: "Bree, el monstruo de las galletas"), en el que sí se citan usuarios concretos.
- Un comentario escrito el 12 de septiembre de 2006 a la 1:41 de la mañana en un foro de lonelygirl15 acabó con el engaño, proclamando que "Bree" era en realidad una actriz llamada Jessica Lee Rose.

### En los medios
- Los Angeles Times publicó en un artículo del 8 de septiembre de 2006 que tres seguidores de loneligirl15 (Shaina Wedmedyk, Chris Patterson, y un estudiante anónimo de Derecho) habían llevado a cabo un seguimiento usando software de localización de direcciones IP que demostró que los correos electrónicos remitidos desde la cuenta de correo de MySpace de lonelygirl15, habían sido enviados desde las oficinas de la Creative Artists Agency (CAA), una gran agencia de talentos de Hollywood con sede en Beverly Hills.

- El New York Times, el 12 de septiembre de 2006, confirmó que los creadores de la serie estaban representados por la CAA, y esta era una de tantas localizaciones desde las que Flinders y Steinfield enviaron los correos electrónicos procedentes de las cuentas de lonelygirl15.

- En Los Angeles Times, el 13 de septiembre de 2006, apareció la primera entrevista con los creadores de lonelygirl15, donde se confirmó la relación entre los creadores y la CAA.

- La página web Top Of The Tube, el 12 de septiembre de 2006, publicó un vídeo que identificaba al personaje de Bree con una chica llamada Jessica Rose, basándose en archivos fotográficos en la página web de Photobucket, una página para colgar imágenes en la red. La página web también apuntaba que Jessica Rose era una "aspirante a actriz" de Nueva Zelanda que estaba viviendo en Los Ángeles.

- El Silicon Valley Watcher, también el 12 de septiembre de 2006, publicó varios artículos: "The identity of LonelyGirl15" (en castellano: "La identidad de LonelyGirl15"), "The Hunt for LonelyGirl15: Life in a blogger household..." (en español: "A la caza de LonelyGirl15: La vida en casa de una blogger", igualmente revelando el nombre de la actriz Jessica Rose en el papel de Bree, y descubriendo el engaño.

- La página web Blogger's Blog, el 12 de septiembre de 2006, dio las pruebas definitivas que demostraban que Bree, en realidad era Jessica Lee Rose.

- Pueden encontrar sus videos en español abajo, en la lista de enlaces externos.

## Premios y reconocimientos
El blog lonelygirl15 ganó el Biggest Web Hit Award en VH1 en el año 2006.
En la categoría a "Mejor serie" de los premios de YouTube de marzo de 2007, la serie lonelygirl15 terminó en cuarto lugar. The New York Times atribuyó el final de Lonelygirl a la mala acogida de la comunidad de YouTube hacia la serie después de desvelarse que era una ficción.